# Carsten Bergemann
Carsten Bergemann (* 24. Januar 1979 in Bautzen) ist ein deutscher Radsporttrainer und ehemaliger Bahnradsportler. 2003 wurde er Weltmeister im Teamsprint.

## Radsport-Laufbahn
Bergemann startete für den Chemnitzer PSV. 2000 errang er im Teamsprint mit Jan van Eijden und Jens Fiedler seinen ersten deutschen Meistertitel. 2001 wurde er im Teamsprint (mit Matthias John und Stefan Nimke) Europameister, und 2002 mit Matthias John und Sören Lausberg ein weiteres Mal. Bei den UCI-Bahn-Weltmeisterschaften 2002 belegte das deutsche Team mit Sören Lausberg, Jens Fiedler und Bergemann den Bronze-Rang. Ein Jahr später wurde er zusammen mit René Wolff und Jens Fiedler Weltmeister im Teamsprint.
2004 wurde Bergemann zweifacher deutscher Meister, im Teamsprint und im 1000-Meter-Zeitfahren. Bei den Olympischen Spielen wurde Bergemann Achter im 1000-Meter-Zeitfahren.  Bei den Olympischen Spielen 2008 in Peking belegte Bergemann den fünften Platz im Keirin.
Bei den deutschen Bahnradmeisterschaften im Juli 2009 in Erfurt gewann er den Meistertitel im Teamsprint gemeinsam mit Sascha Hübner und Robert Förstemann (alle „Team Erdgas 2012“) sowie erstmals den Titel im Sprint. Bei den Bahnmeisterschaften 2011 in Berlin wurde er deutscher Meister im Teamsprint, gemeinsam mit Maximilian Levy und Robert Förstemann. Anschließend beendete er seine aktive Laufbahn.

## Trainer und Funktionär
Seit dem 1. Januar 2012 gehört Bergemann zum Trainerstab für die U-23-Nationalmannschaft der Bahnsprinter. Er ist Bahnfachwart des Sächsischen Radfahrer-Bundes und betreut im Stützpunkt Heidenau den Nachwuchs. Bergemann engagierte sich auch als Vorstandsmitglied im sächsischen Verband von Special Olympics.

## Erfolge
2000
- Deutscher Meister – Teamsprint (mit Jan van Eijden und Jens Fiedler)

2001
- Europameister – Teamsprint (mit Matthias John und Stefan Nimke)

2002
- Weltmeisterschaft – Teamsprint (mit Jens Fiedler und Sören Lausberg)
- Europameister – Teamsprint (mit Matthias John und Sören Lausberg)
- Deutscher Meister – Teamsprint (mit Stefan Nimke und Jens Fiedler)

2003
- Weltmeister – Teamsprint (mit René Wolff und Jens Fiedler)

2004
- Weltcup in Moskau – Teamsprint (mit Jens Fiedler und René Wolff)
- Deutscher Meister – 1000-Meter-Zeitfahren, Teamsprint (mit Stefan Nimke und Jens Fiedler)

2005
- Weltcup in Moskau – Teamsprint (mit Stefan Nimke und René Wolff)
- Deutscher Meister – 1000-Meter-Zeitfahren

2006
- Deutscher Meister – Teamsprint (mit Benjamin Wittmann und Stefan Nimke)

2008
- Weltcup in Cali – Teamsprint (mit Robert Förstemann und Stefan Nimke)

2009
- Deutscher Meister – Sprint, Teamsprint (mit Sascha Hübner und Robert Förstemann)

2011
- Deutscher Meister – Teamsprint (mit Maximilian Levy und Robert Förstemann)